# المحاصرون في الجنة
المحاصرين في الجنة (بالإنجليزية: Trapped in Paradise)‏ هو فيلم كوميدي تم إنتاجه في الولايات المتحدة وصدر في سنة 1994. من بطولة نيكولاس كيج وجون لوفيتز ودانا كارفي.

## الميزانية والإيرادات
حقق أرباحا تقدر بـ 6017509 دولار.

## وصلات خارجية
- المحاصرون في الجنة على موقع IMDb (الإنجليزية)
- المحاصرون في الجنة على موقع ميتاكريتيك (الإنجليزية)
- المحاصرون في الجنة على موقع روتن توميتوز (الإنجليزية)
- المحاصرون في الجنة على موقع نتفليكس (الإنجليزية)
- المحاصرون في الجنة على موقع قاعدة بيانات الأفلام العربية
- المحاصرون في الجنة على موقع ألو سيني (الفرنسية)
- المحاصرون في الجنة على موقع أول موفي (الإنجليزية)
- المحاصرون في الجنة على موقع بوكس أوفيس موجو (الإنجليزية)
- المحاصرون في الجنة على موقع فيلمافينيتي (الإسبانية)
- المحاصرون في الجنة على موقع قاعدة بيانات الأفلام السويدية (السويدية)